# Herb Kohl
Herb Kohl, właśc. Herbert H. Kohl (ur. 7 lutego 1935 w Milwaukee, Wisconsin, zm. 27 grudnia 2023 tamże) – amerykański polityk, senator ze stanu Wisconsin (wybrany w 1988 i ponownie w 1994, 2000 i 2006), członek Partii Demokratycznej.
Zdobył czwartą kadencję w wyborach które odbyły się 7 listopada 2006. Jego przeciwnikiem z Partii Republikańskiej był Robert Lorge.
Był jednym z najbogatszych senatorów, jego majątek w 2005 roku wyceniono na 279 milionów dolarów. Był właścicielem drużyny koszykarskiej Milwaukee Bucks występującej w lidze NBA.